# Liliana
Liliana és una obra escrita en vers d'Apel·les Mestres i publicada per primera vegada per l'editorial Oliva de Vilanova el desembre de 1907. La publicació va constar d'un tiratge de 1.000 exemplars en català i amb traducció castellana d'Arteaga. L'obra consta d'un pròleg, 13 cants i 78 dibuixos a ploma i tinta xinesa del mateix autor. L'origen de l'obra, segons diu l'autor, comença en el poema Avril que va escriure el 1886 durant el seu viatge de noces i que no va publicar fins a l'any 1912.
El 1911 el compositor Enric Granados va musicar el poema.
El Museu Nacional d'Art de Catalunya conserva 72 dels dibuixos originals i la resta estan en col·leccions particulars.

## Altres edicions
L'any 1948, en ple franquisme, la Biblioteca Selecta el va haver d'editar en format reduït, reproduint-ne només els dibuixos més importants. El 1989, l'Editorial Ausa de Sabadell el va editar en versió facsímil, amb introducció de Mariàngela Cerdà. Trenta anys més tard, l'any 2019, l'editorial ING Edicions en va fer una nova edició, a cura de Teresa Duran.